# Hypselodoris zebrina
Hypselodoris zebrina is een slakkensoort uit de familie van de Chromodorididae. De wetenschappelijke naam van de soort is voor het eerst geldig gepubliceerd in 1864 door Alder & Hancock.